# Herbert R. Axelrod
Herbert Richard Axelrod (7 de juny de 1927 – 15 de maig de 2017) va ser un expert en peixos tropicals, un editor de llibres d'animals de companyia i un emprenedor. El 2005 va ser sentenciat a divuit mesos de presó per frau fiscal.

## Primers anys
Herbert Richard Axelrod va néixer a Nova Jersey en una família jueva d'immigrants russos. El seu pare era un professor de matemàtiques i de violí i la seva mare era una treballadora civil de la Marina dels Estats Units.

## Publicacions
Mentre servia per la unitat mèdica mòbil de l'armada a Corea, va escriure el seu llibre The Handbook of Tropical Fishes, el qual va vendre més d'un milió de còpies. Després de tornar de Corea va fer un doctorat en bioestadística a la Universitat de Nova York i va començar la revista Tropical Fish Hobbyist. Va escriure molts llibres sobre peixos tropicals i va fundar una editorial, TFH Publications (anomenada així per la revista), la qual va convertir-se en la editorial de llibres d'animals de companyia més gran del món. Inicialment, TFH Publications tenia la seu a Jersey City, Nova Jersey i més tard es va traslladar a Neptune, del mateix estat. The New York Times va escriure que "la seva importància era innegable. En una era abans dels fòrums web i de Google, els col·leccionistes van recórrer a The Fish Hobbyist i a les dotzenes de llibres d'Axelrod".
El 1956, Leonard P. Schultz va descriure el tetra roig, un popular peix d'aquari, i li va posar el nom científic de Paracheirodon axelrodi, el qual honora a Axelrod.
Tot i que el peix havia estat descobert en Brasil el 1953 per Harald Sioli, un col·leccionista de symphysodon, Axelrod va reclamar que va ser ell qui va descobrir-lo durant un viatge en vaixell de vapor pel Rio Negro, i va enviar peixos que va adquirir d'un comerciant de Nova Jersey a l'Smithsonian Institution, on l'espècie va ser identificada.
El 1989, Axelrod va donar la seua col·lecció de peixos fòssils a la Universitat de Guelph, la qual assegura que és una de les donacions individuals més grans fetes mai a una universitat canadenca. L'Axelrod Institute of Ichthyology d'aquesta universitat va ser anomenat en honor seu. La Universitat de Guelph també va anomenar una sala de conferència en la seua llaor, l'Axelrod Building, però el 2010 el va rebatejar com a Alexander Building, en honor de Lincoln Alexander.
El 1997 Axelrod va vendre TFH Publications a Central Garden & Pet Company de Califòrnia per 70 milions de dòlars. El contracte incloïa pagues potencials a Axelrod si TFH assolia objectius d'ingressos després de la venda. Va presentar una demandar basant-se en aquesta clàusula, acusant Central Garden de suprimir ingressos per evitar la paga de diners extres. L'any següent, tanmateix, el comprador va presentar una demanda reconvencional en contra d'ell, reclamant que va haver inflat greument i il·legal el valor de l'empresa abans de la compra. L'1 de setembre de 2005, Axelrod va ser sentenciat a pagar Central Garden & Pet Company 16.4 milions de dòlars (net). Després que deduir 3,7 milions, l'empresa va ser sentenciada a pagar Axelrod a causa d'objectius d'ingressos.

## Col·lecció d'instruments musicals

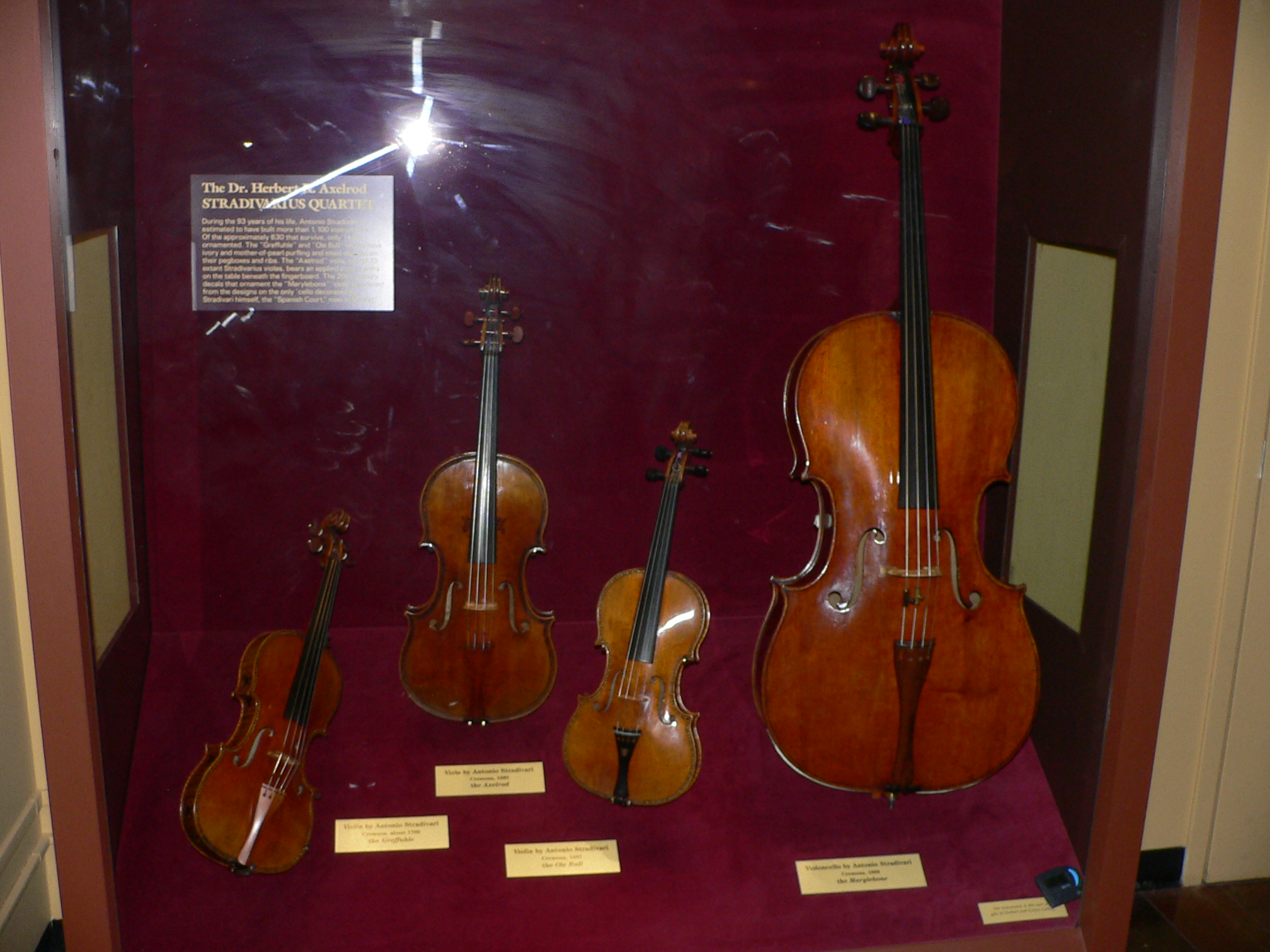
L'Axelrod quartet, exposat a l'Smithsonian Institution National Museum of American History.

Axelrod, violinista ell mateix, va reunir una gran col·lecció d'instruments de corda vells i rars, incloent-hi l'Hellier Stradivarius. El 1975 va comprar el seu primer violí Stradivarius. El 1998 va donar quatre instruments Stradivari —dos violins, una viola i un violoncel— a l'Smithsonian Institució. Conegut com el quartet Axelrod, el seu valor va ser calculat en 50 milions de dòlars. El febrer de 2003 va vendre aproximadament 30 d'altres instruments a l'Orquestra Simfònica de la Nova Jersey (NJSO) per 18 milions de dòlars. El valor d'aquesta col·lecció va ser calculat en 49 milions de dòlars.

## Més dificultats legals
Van sorgir alguns dubtes sobre el valor dels instruments que Axelrod va donar a l'Smithsonian i el NJSO. Tot i que els instruments eren tots vells i valuosos, diversos experts anònims van determinar que no eren els instruments que ell va descriure, i que no eren tan valuosos com ell assegurava. Es va dir que va inventar històries sobre els instruments per dissipar dubtes sobre ells o per augmentar el seu valor. En un cas no relacionat, Axelrod va ser encausat per un tribunal federal de Nova Jersey el 13 d'abril de 2004, acusat de canalitzar milions de dòlars a comptes bancaris suïssos per més de vint anys sense pagar impostos. El 21 de l'abril següent, no va aparéixer a la lectura de càrrecs havent-hi fugit a Cuba. Va ser arrestat a Berlín el 15 de juny de 2004 mentre marxava en avió cap a Suïssa, i llavors extradit als Estats Units. El 21 de març de 2005 va ser sentenciat per un tribunal dels Estats Units a 18 mesos de presó per evasió d'impostos.

## Llegat

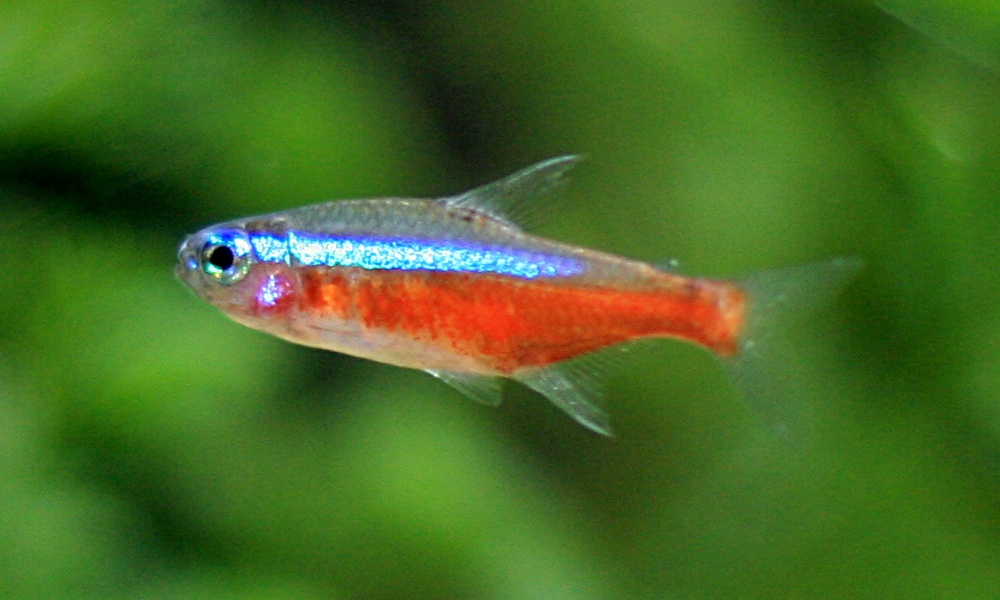
El tetra roig, Paracheirodon axelrodi, va ser anomenat en honor d'Axelrod.

Per la seva filantropia, la Smithsonian Institution, el 1999, va nomenar Axelrod el seu Donant de l'any.
Axelrodia, un gènere de peixos de Sud Amèrica va ser nomenat en honor seu.
Altres espècies de peixos també van ser nomenades en honor seu, algunes d'elles són les següents:
- El tetra roig Paracheirodon axelrodi (L. P. Schultz, 1956),
- El tetra de Trinitat Hyphessobrycon axelrodi (Travassos, 1959),
- El tetra negre neó Hyphessobrycon herbertaxelrodi (Géry, 1961),
- El siluriforme rosa Corydoras axelrodi (Rössel, 1962),
- El peix africà Neolebias axelrodi (Poll & J. P. Gosse, 1963),
- El caraciforme sud-americà Schultzites axelrodi (Géry, 1964), que és un gènere en ell mateix,
- El caraciforme sud-americà Brittanichthys axelrodi (Géry, 1965),
- El peix del sud-est Asiàtic Sundadanio axelrodi (Brittan, 1976),
- El cíclid del Llac Malawi Cynotilapia axelrodi (W. E. Burgess, 1976),
- El melanotaènid Chilatherina axelrodi. (G. R. Allen, 1979),
- El blenniiforme Ecsenius axelrodi (V. G. Springer, 1988),
- El peix marí Pseudogramma axelrodi (G. R. Allen & D. R. Robertson, 1995),
- El melanotaènid del Llac Tebera Melanotaenia herbertaxelrodi (G. R. Allen, 1981),
- El cíclid Parananochromis axelrodi (Lamboj & Stiassny, 2003),
- L'africà Labeobarbus axelrodi (Getahun, Stiassny & Teugels, 2004), i
- L'apteronòtid Sternarchorhynchus axelrodi (de Santana & Vari, 2010).[20]